# Zenit-2
Zenit-2 je ukrajinska, a prije sovjetska raketa nosač. Prvi put je poletjela 1985. godine i od tada je lansirana 37 puta, od čega 6 puta neuspješno. Zenit-2 je pripadnik obitelji rakete Zenit, koju je dizajnirao Državni konstruktorski ured Južnoe iz Dnjipra u Ukrajini. Zenit-2 se lansira iz Bajakonura, a verzija Zenit-2S se koristi kao prva dva stupnja za raketu Zenit-3SL.
Zenit-2 je trenutno u procesu zamjene s Zenit-2M, koji će u sebi sadržavati poboljšanja uvedena na Zenitu-3SL. Nije poznato hoće li se raketa više koristiti u svojoj originalnoj inačici. Zenit-2 se relativno slabo koristi jer Rusija izbjegava upotrebu stranih raketa pri lansiranju osjetljivih tereta.
Tijekom 90ih Zenit-2 se oglašavao kao raketa nosač za komercijalna lansiranja. Samo jedno takvo lansiranje je izvršeno i završilo je neuspješno zbog preranog gašenja drugog stupnja rakete.

### Zenit-2M
Zenit-2M, Zenit-2SB ili Zenit-2SLB je unaprijeđena verzija Zenita-2. U raketu su ugrađena poboljšanja uvedena u Zenit-3SL koja se koristi u sklopu lansiranja koja nudi tvrtka Sea Launch. Prvi let raketa je imala 29. lipnja 2007., a njeno drugo lansiranje odigralo se 8. studenog 2011. kada je lansirala sondu Phobos-Grunt.

### Specifikacija
| parametar           | Zenit-2           | Zenit-2M         |
| ------------------- | ----------------- | ---------------- |
| visina              | 57,00 m           | 57,35 m          |
| promjer             | 3,90 m            | 3,90 m           |
| masa                | 459.000 kg        | 458.900 kg       |
| broj stupnjeva      | 2                 | 2                |
| nosivost (LEO)      | 13.740 kg         | 12.030 kg        |
| broj lansiranja     | 37                | 2                |
| uspješna lansiranja | 31                | 2                |
| prvo lansiranje     | 13. travanj 1985. | 29. lipanj 2007. |
| zadnje lansiranje   |                   |                  |

| parametar         | 1. stupanj'' | 2. stupanj'' |
| ----------------- | ------------ | ------------ |
| motor             | 1 x RD-171   | 1 x RD-120   |
| potisak           | 8.181 kN     | 912 kN       |
| specifičan impuls | 337 s        | 349 s        |
| dužina izgaranja  | 150 s        | 315 s        |
| gorivo            | RP-1/LOX     | RP-1/LOX     |